# Pseudopanax ferox
Espèce
Classification phylogénétique
Statut de conservation UICN

 NT  : Quasi menacé
Pseudopanax ferox est une espèce de plantes à fleurs de la famille des Araliacées. C'est un arbre aux feuilles persistantes sombres lancéolées originaire de Nouvelle-Zélande qui se rencontre en forêt de basse altitude. Il présente une forme juvénile à feuilles dentelées tombantes, très différente du port arrondi de sa forme adulte. En Nouvelle-Zélande sa présence est limitée à quelques vallées littorales, sous la menace d'aménagements et de constructions.

## Description

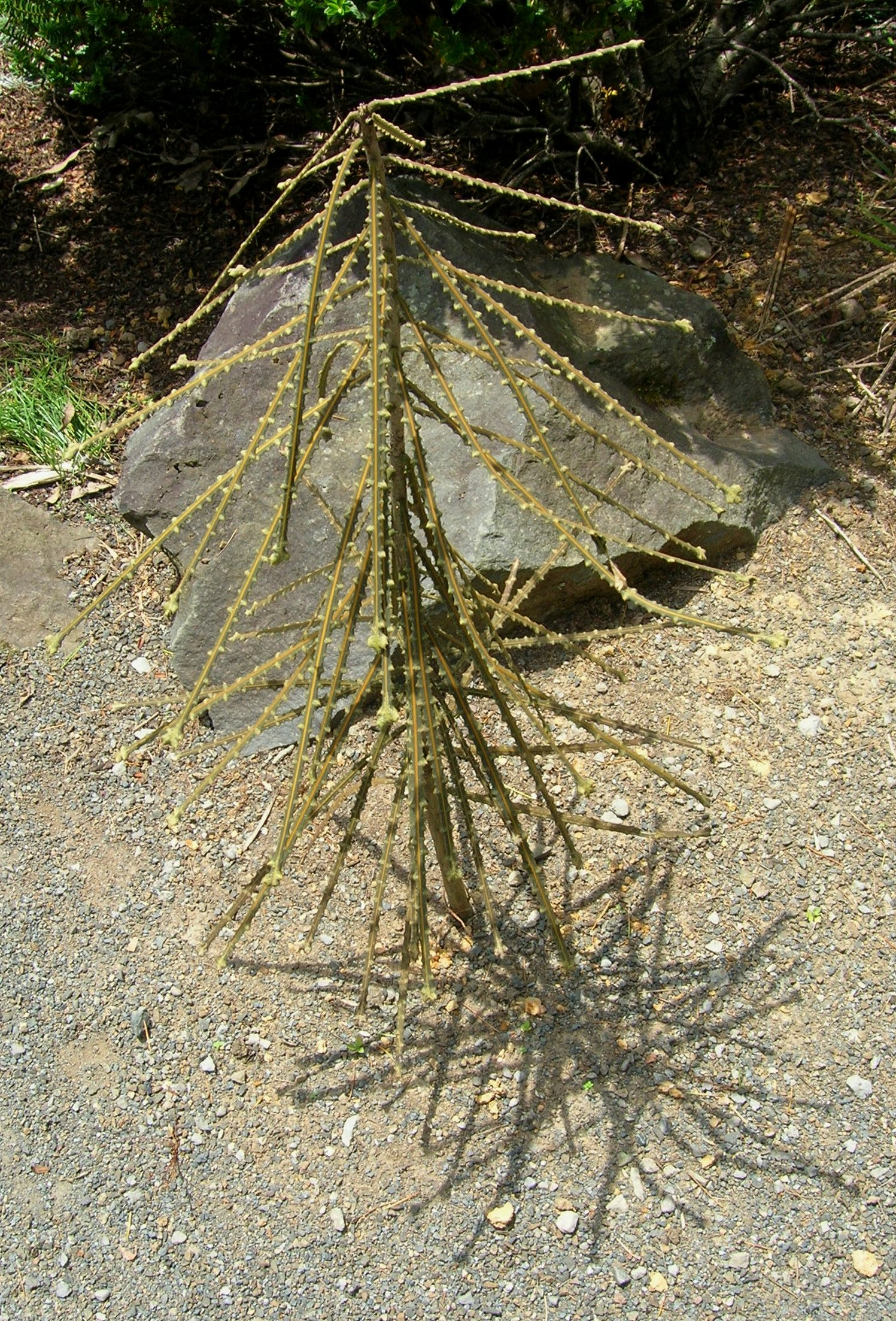
Forme juvénile.
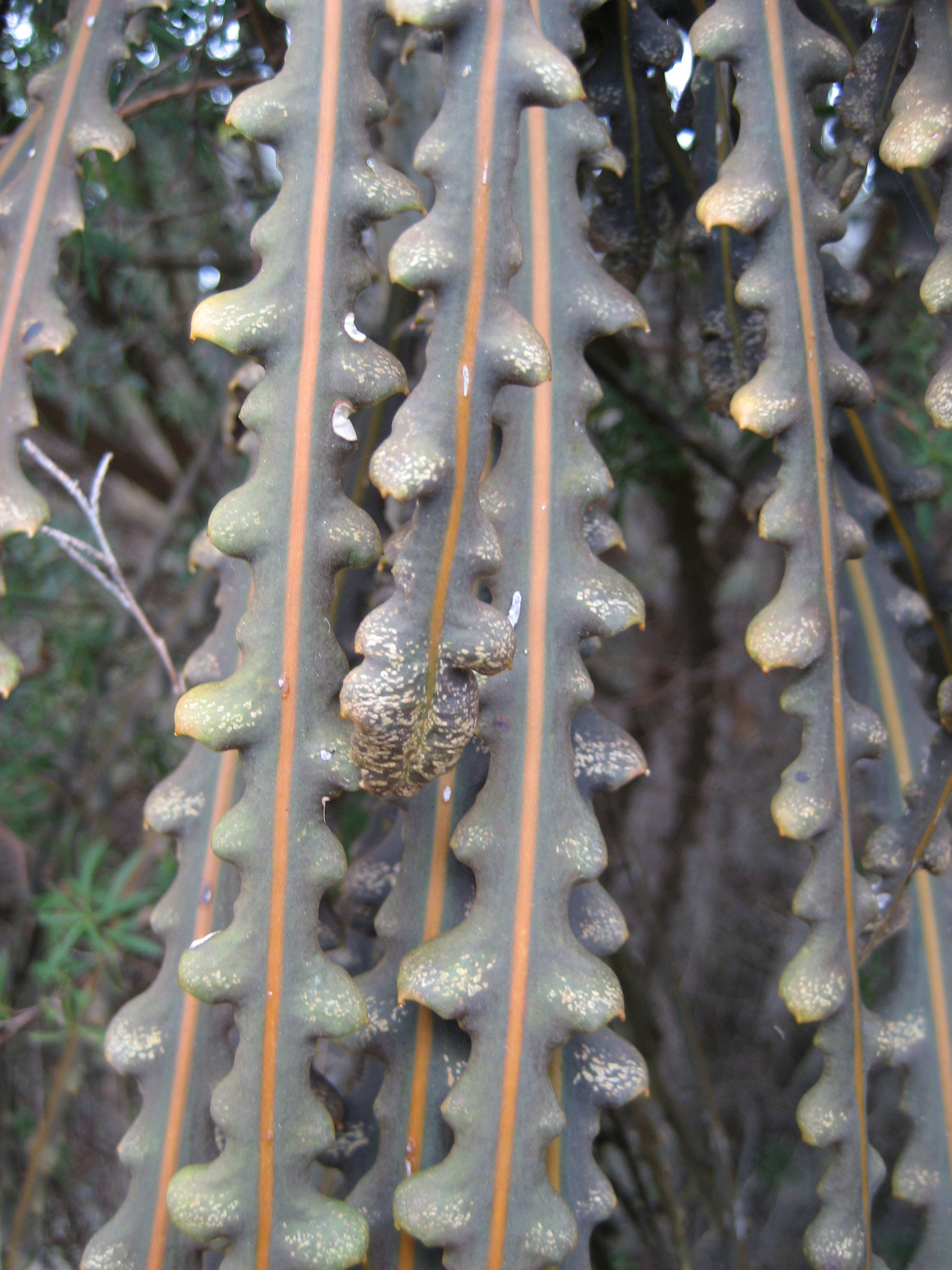
Détail des feuilles, forme juvénile.
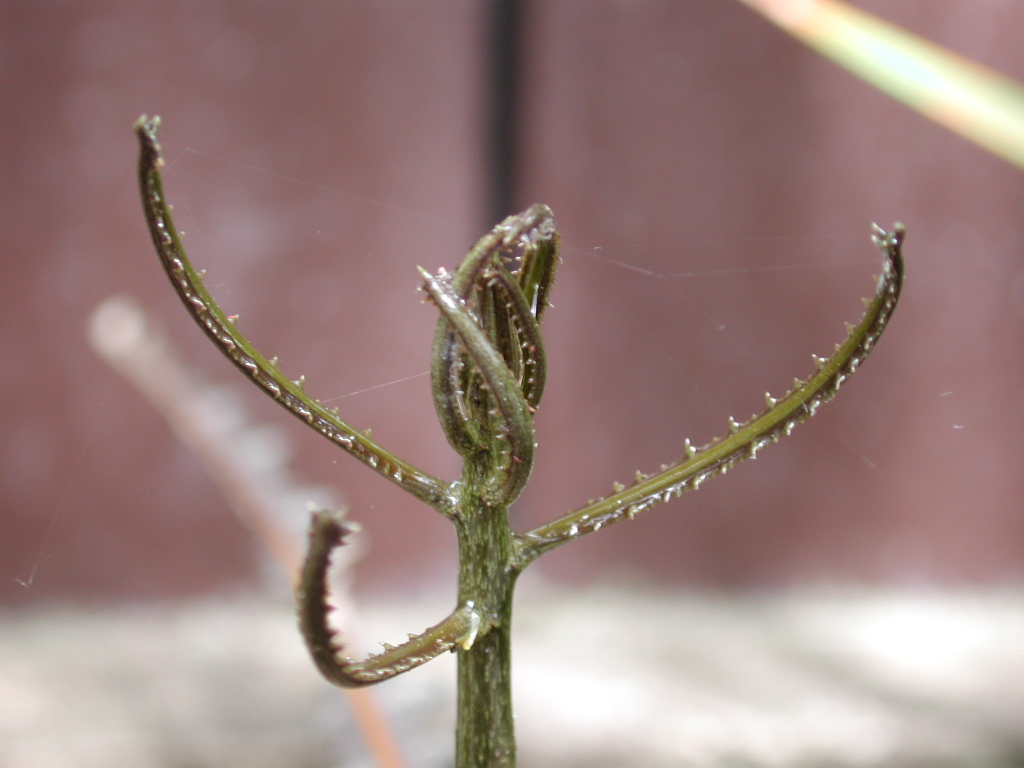
Bourgeon terminal, forme juvénile.
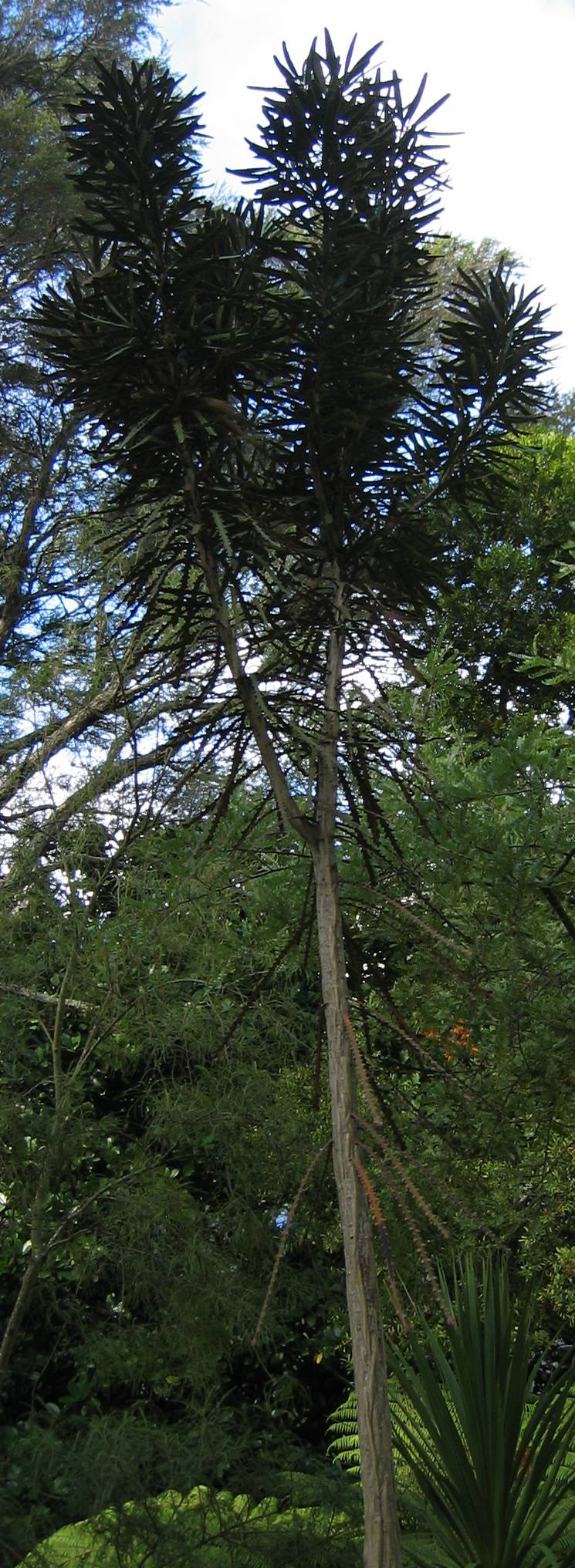
Spécimen adulte.